# Armă coaxială

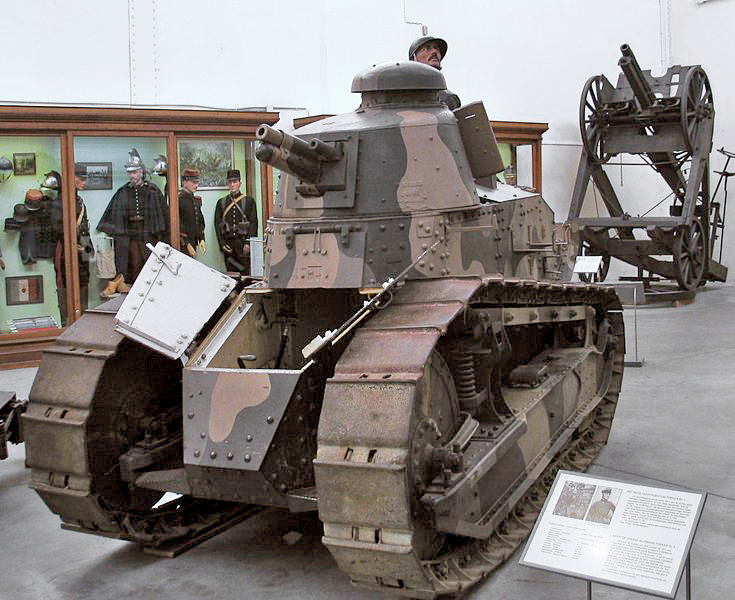
Tanc Renault FT 17, din Primul Război Mondial. În fotografia mărită se vede tunul principal la 37 mm la stânga, cu o mitralieră coaxială de 7,92 mm la dreapta.

Armă coaxială este un termen militar care se aplică armelor de foc și servește pentru a indica o armă instalată lângă alta. Ambele sunt montate de așa formă încât ambele ațintesc mereu amândouă spre un punct, adică, dacă trag în același timp ating un singur obiectiv (arme care împart același ax). Când una dintre arme are un calibru mai mare, primește numele de armă principală și cea de calibru mai mic este armă secundară sau coaxială. Dacă armele sunt de același calibru nu se face distincție. (principală și secundară)
Cazul cel mai comun de armă principală și coaxială este la vehiculele blindate cu una sau mai multe turele; în fiecare turelă se obișnuiește să se monteze un tun ca armă principală și o mitralieră ca armă coaxială (sau secundară). În acest tip de montaj nu se folosesc ambele arme în același timp, artileristul deschide focul depinzând de tipul de obiectiv: mitraliera contra infanteriei și obiective ușoare, iar tunul contra vehicule și structuri.

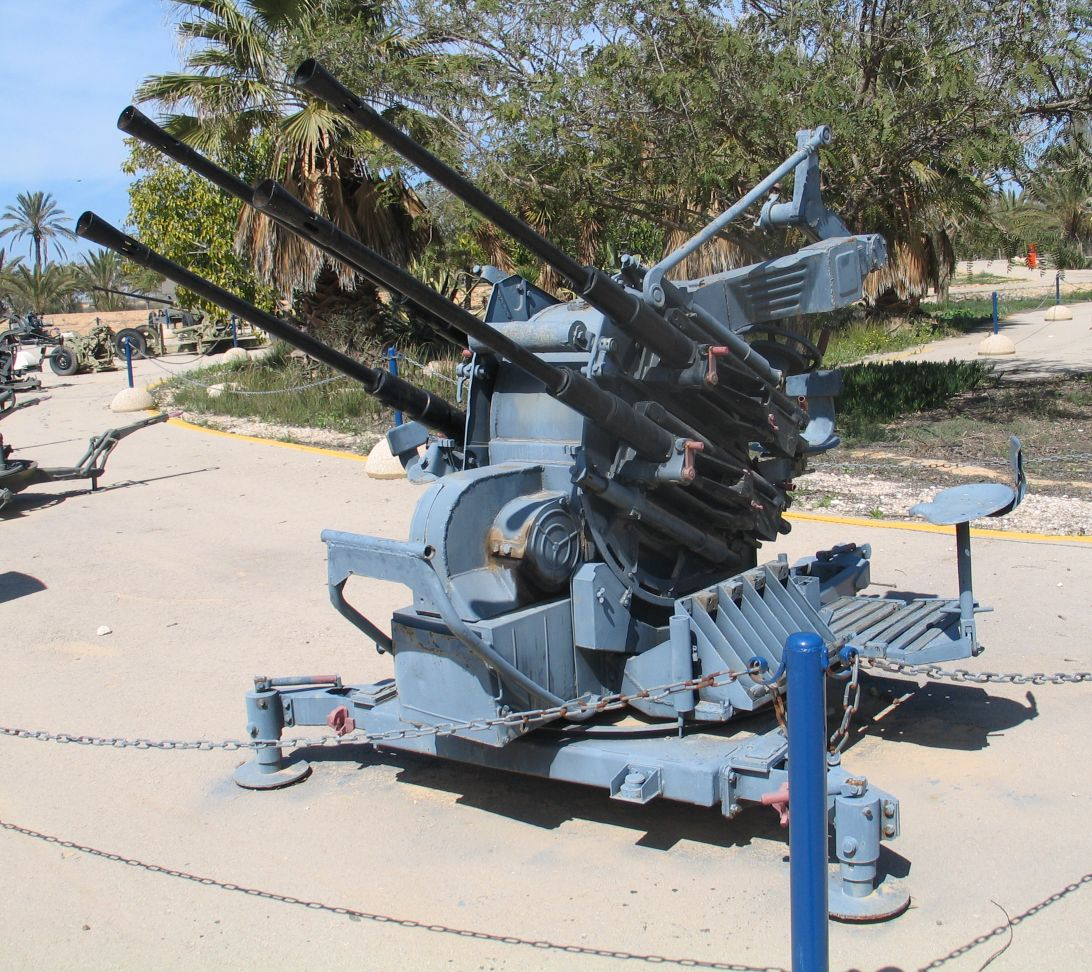
Montaj antiaerian cuadruple, mai concret un Flakvierling 38 20 mm din Al Doilea Război Mondial. Fiecare din tunurile de 20 mm este o armă arma coaxială.

De asemenea, se folosesc arme coaxiale pentru mărirea puterii de foc sau cadenței de tir, combinând tragerile mai multor arme, tragând cu toate odată, sau alternând armele. În general se folosesc acest tip de montaj cu mitraliere sau tunuri automate la apărarea antiaeriană sau montate pe avioane.